# Cnemathraupis
Cnemathraupis is een geslacht van zangvogels uit de familie Thraupidae (tangaren).

## Soorten
Er zijn drie soorten:
- Cnemathraupis aureodorsalis  – Goudrugbergtangare
- Cnemathraupis eximia  – Zwartborstbergtangare
- Cnemoscopus rubrirostris  – Grijskoptangare